# Nymphis d'Héraclée
Nymphis d’Héraclée (en grec ancien Νύμφις) est un historien grec du IIIe siècle av. J.-C. natif d’Héraclée du Pont.

## Histoire
Lorsque les Galates ravagèrent la région du Pont pendant la passation de pouvoir à l’annonce de la mort d’Ariobarzane II, Nymphis fut chef d’une ambassade de sa ville, contrainte à demander leur retrait, victime elle aussi d’attaques les Galates, qui leur reprochaient leur solidarité avec la république de Pont. Le traité conclu, Nymphis distribua des richesses aux troupes galates, à raison de 5 000 pièces d’or à l’armée et 200 pièces d’or à leurs chefs.

## Œuvre
Il a rédigé un ouvrage en vingt-quatre livres sur Alexandre le Grand et ses successeurs,, ainsi que l’histoire de sa ville natale en treize livres : Plutarque parle du « quatrième Livre de son ouvrage » et Athénée cite un extrait du Livre VI, un passage d’un autre ouvrage intitulé Voyage sur les côtes d’Asie et un autre ouvrage Sur Héraclès en au moins douze livres.